# Man of the Woods
Man of the Woods è il quinto album in studio del cantautore statunitense Justin Timberlake, pubblicato il 2 febbraio 2018 dalla RCA Records.
L'album, anticipato dai singoli Filthy, Supplies e Say Something, è stato prodotto da Timberlake stesso insieme a The Neptunes, Timbaland, Danja, Eric Hudson e Rob Knox.
Da marzo 2018 l'artista è impegnato con il Man of the Woods Tour, con date in America del Nord e Europa.

## Produzione
Dopo aver completato il The 20/20 Experience World Tour, Timberlake ha preso una pausa di un anno, tornando nel 2016 per produrre la colonna sonora del film Trolls. In un'intervista radiofonica fatta nel mese di maggio del 2016, il cantautore ha confermato che stava lavorando ad un nuovo album, ma senza rivelare alcuna data di pubblicazione. Timberlake ha lavorato con i produttori Timbaland, Danja, The Neptunes e Max Martin.
Nel dicembre 2017, nel logo del sito web di Timberlake compare la scritta "MOTW". La rivista Rolling Stone ha riferito che l'album avrebbe presentato una collaborazione con il cantautore Chris Stapleton. Stapleton e Timberlake hanno già collaborato in una performance dal vivo ai CMA Awards 2015.

## Registrazione
Come per FutureSex/LoveSounds, le sessioni di registrazione per l'album erano sciolte e avevano più studi aperti al lavoro.

In un'intervista a Complex, il produttore Danja ha parlato delle sessioni di registrazione di Man of the Woods:

## Promozione
Timberlake sarà il protagonista dell'halftime show del Super Bowl LII all'U.S. Bank Stadium a Minneapolis, in Minnesota il 4 febbraio 2018. Il primo singolo ad essere stato estratto dall'album è Filthy, pubblicato il 5 gennaio insieme al pre-ordine dell'album; esso è stato accompagnato anche dal relativo videoclip e da altri tre aggiuntivi di diversi registi pubblicati settimanalmente a partire dal 18 gennaio. Con l'annuncio di Filthy, la rivista Variety ha confermato le presenze di Stapleton, The Neptunes e Alicia Keys nell'album. La copertina è stata fotografata da Ryan McGinley. Una versione esclusiva dell'album e la sua edizione in vinile saranno disponibili su Target; entrambi sono stati resi disponibili per la prevendita il giorno in cui è stato pubblicato Filthy.

## Tracce
Testi e musiche di Justin Timberlake, Pharrell Williams e Chad Hugo, eccetto dove indicato.
1. Filthy – 4:53 (Justin Timberlake, Timothy Mosley, Nate Hills, James Fauntleroy, Larrance Dopson)
2. Midnight Summer Jam – 5:12
3. Sauce – 4:05 (Justin Timberlake, Timothy Mosley, Nate Hills, Elliott Ives)
4. Man of the Woods – 4:03
5. Higher, Higher – 4:18
6. Wave – 4:24
7. Supplies – 3:45
8. Morning Light (feat. Alicia Keys) – 4:02 (Justin Timberlake, Chris Stapleton, Robin Tadross, Eric Hudson, Elliott Ives)
9. Say Something (feat. Chris Stapleton) – 4:39 (Justin Timberlake, Larrance Dopson, Nate Hills, Timothy Mosley, Chris Stapleton)
10. Hers (Interlude) – 1:01 (Justin Timberlake)
11. Flannel – 4:49
12. Montana – 4:39
13. Breeze Off the Pond – 4:11
14. Livin' Off the Land – 4:53
15. The Hard Stuff – 3:15 (Justin Timberlake, Chris Stapleton, Robin Tadross, Eric Hudson, Elliott Ives)
16. Young Man – 3:45 (Justin Timberlake, Timothy Mosley, Jerome Harmon, James Fauntleroy)

## Classifiche

### Classifiche settimanali
| Classifica (2018) | Posizione massima |
| ----------------- | ----------------- |
| Australia         | 2                 |
| Austria           | 4                 |
| Belgio (Fiandre)  | 1                 |
| Belgio (Vallonia) | 6                 |
| Canada            | 1                 |
| Danimarca         | 1                 |
| Estonia           | 1                 |
| Finlandia         | 11                |
| Francia           | 10                |
| Germania          | 1                 |
| Irlanda           | 3                 |
| Italia            | 8                 |
| Norvegia          | 8                 |
| Nuova Zelanda     | 3                 |
| Paesi Bassi       | 1                 |
| Portogallo        | 7                 |
| Regno Unito       | 2                 |
| Repubblica Ceca   | 1                 |
| Slovacchia        | 2                 |
| Spagna            | 7                 |
| Stati Uniti       | 1                 |
| Svezia            | 6                 |
| Svizzera          | 1                 |
| Ungheria          | 12                |

### Classifiche di fine anno
| Classifica (2018) | Posizione |
| ----------------- | --------- |
| Australia         | 100       |
| Belgio (Fiandre)  | 26        |
| Belgio (Vallonia) | 115       |
| Canada            | 42        |
| Danimarca         | 35        |
| Francia           | 176       |
| Germania          | 67        |
| Paesi Bassi       | 52        |
| Slovacchia        | 9         |
| Stati Uniti       | 46        |
| Svizzera          | 56        |

## Date di pubblicazione
| Paese       | Data di pubblicazione | Formato               | Etichetta | Note   |
| ----------- | --------------------- | --------------------- | --------- | ------ |
| Mondo       | 2 febbraio 2018       | CD, download digitale | RCA       | [ 9 ]  |
| Stati Uniti | 2 febbraio 2018       | LP                    | RCA       | [ 43 ] |